# اندیس سنگ لاشه موزائیکی (کشکک)
سنگ لاشه موزائیکی (کشکک) یک اندیس مصالح ساختمانی است که در  استان لرستان قرار دارد و مادهٔ معدنی موجود در آن، سنگ لاشه است.سنگ میزبان این اندیس سنگ آهک متامورف است و دیرینگی آن به دوران پرموتریاس می‌رسد.